# Park & Market (Tranvía de San Diego)
Park & Market es una estación del Tranvía de San Diego en San Diego, California que funciona con las líneas Azul y Naranja. La siguiente estación norte es City College de la línea Naranja y la siguiente estación Sur es 12th & Imperial Transit Center de ambas líneas. Esta estación se encuentra en la zona de descuento del centro de la ciudad de San Diego.

## Conexiones
Las líneas de buses que sirven a esta estación son los autobuses números 3, 5, 11, 210 (un autobús expreso en horas pico), 901 y 929.